# NIN (雑誌)
NIN（セルビア語:НИН）は、セルビアのベオグラードで発行されているニュース週刊誌である。NINとは「週間情報新聞」を意味するセルビア語のНедељне информативне новине / Nedeljne informativne novineの頭文字である。
主に時勢の出来事について取り扱っているが、その長い歴史ゆえに、セルビア、そして前身のユーゴスラビアの社会において、芸術、科学、スポーツなど幅広い分野で良質のメディアとしての信頼を集めてきた。社会主義体制が崩壊して新興の多くの政治・ニュース雑誌が刊行されるようになると、厳しい競争に晒されるようになり、商業主義への傾倒が生じた。依然NINは良質誌と見られているが、以前よりも大衆主義的な論調が目立つようになった。
2008年7月、創刊以来3000号目の発刊が記録された。2009年3月13日、スイスの報道会社リンギアーAG（Ringier AG）が過半数の株を取得したと発表された。

## 民営化
2007年以降、NINは民営化の準備に入っている。株式の60.9%は2007年9月29日に売りに出され、その初期価格は1320万セルビア・ディナール（およそ17万ユーロ）とされた。しかし、従業員の反対により、セルビア民営化局は株式の売り出し計画を中止し、新しい入札は2008年春に行われることとなった。
入札は2008年10月30日に開始され、12月19日に終了した。2008年12月25日、リンギアーAGとノヴォスティAD（Novosti AD）がNINの株式の61.48%に対する入札に応じた。

## NIN文学賞
毎年1月、NINは特別審査員の投票により前年に発行された小説の中から最も優れた作品を選出し、NIN賞（Нинова награда / Ninova nagrada）を贈っている。同賞は長い歴史の中で、セルビアの作家にとって最も栄誉ある賞のひとつとなっている。賞の受賞作品はベストセラーとなることが多く、賞は作品の売り上げに大きく影響を与えている。